# Эль-Фердан (мост)
Эль-Фердан — железнодорожный поворотный мост через Суэцкий канал, расположенный в окрестностях египетского города Исмаилия. Является самым длинным в мире поворотным мостом (длина — 340 метров). Эль-Фердан заменил старый мост, разрушенный во время Шестидневной войны в 1967 году.

## Развитие региона
Мост Эль-Фердан является одним из проектов, внёсших существенный вклад в развитие земель вокруг Суэцкого канала, наряду с туннелем Ахмеда Хамди (завершён в 1983 году), линией электропередачи и автомобильным мостом (завершён в 2001 году).

## Новый Суэцкий канал и планы по реконструкции моста
В 2014 году, в ходе строительства Нового Суэцкого канала, железнодорожная ветка к востоку от моста Эль-Фердан была демонтирована и перерезана новым каналом. Таким образом, мост с этого времени не может использоваться.
Для восстановления железнодорожного сообщения с 2020 г. ведётся постройка второго поворотного моста, пересекающего Новый канал.